# Иулиания Ольшанская
Иулиа́ния Ольша́нская ((Гольшанская), светское имя Юлиания Юрьевна; 1534—1550 либо 1550—1566) — святая русской православной церкви, праведная княжна, дева, из рода Гольшанских-Дубровицких. Память совершается 4 (17) июня (Белорус.), 6 (19) июля, 28 сентября (11 октября).
Святая Иулиания почитается как первая помощница православным женщинам в исцелении болезней души.

## История
Родилась в семье Юрия (Георгия) Ольшанского (Гольшанского) из Дубровицы, одного из щедрых благотворителей Киево-Печерской Лавры, известного военачальника, не раз сражавшегося с татарами. Род Гольшанских — один самых знатных родов Великого Княжества Литовского, родственники Гедиминовичей. Семья именовалась по вотчине в Гольшанах (Гродненская область, Белоруссия). С начала XV века волынская ветвь Гольшанских называлась Дубровицкими (Домбровскими) от города Дубровица (ныне находится в Ровненской области Украины).
Одна из родственниц праведной девы Иулиании — Софья Ольшанская, польская королева, четвёртая жена короля Ягайло, основательница династии Ягеллонов. Отец же Иулиании — Юрий Иванович Ольшанский был не только высокопоставленным вельможей, но и известным благотворителем Киево-Печерской Лавры, его имя было вписано в древний Печерский помянник. О благочестии семьи, в которой росла Иулиания, свидетельствует завещание её отца, по которому 6 монастырей и 16 соборных храмов Киева, Вильны, Луцка и Владимира получали вклады, а сыновьям Юрия Ивановича предписывалось построить новую церковь.
Юлиания прожила недолгую жизнь и умерла в 16-летнем возрасте. Тело княжны погребли близ Киево-Печерской лавры.
Житие приписывает святой Иулиании добродетели, соответствующие её возрасту, полу и званию: целомудрие, послушание родителям, благосклонное отношение к низшим, и особенно — дела христианской благотворительности. За время своей земной жизни молодая девушка обнаружила высокие христианские качества, соблюдая Божьи заповеди, постигла вершину духовного совершенства.
В начале XVII века (при архимандрите Елисее Плетенецком) в Киеве, вблизи большой соборной Печерской церкви, копали могилу для умершей девушки и натолкнулись на гроб. К нему была прикреплена серебряная дощечка с надписью: «Иулиания, княжна Ольшанская, дочь князя Георгия Ольшанского, преставившаяся девою, в лето от рождения 16-е». Когда гроб вскрыли, то увидели княжну — нетленною. Гроб с телом княжны тогда же был перенесен в церковь.
Во времена Митрополита Киевского, Галицкого и всея Руси Петра Могилы была изготовлена новая рака для мощей святой потому, что она во сне явилась архимандриту и упрекала его за маловерие и небрежение к её мощам. Именно тогда на её гробнице была сделана надпись: «По воле Творца неба и земли живёт во всея лета Юлиания, помощница и великая в Небе заступница. Здесь кости — врачевство против всех страданий… Райския селения собой украшаеш, Юлиания, как цветок прекрасный…».
Сохранился рассказ о необычном случае, который произошел с мощами святой девы. Однажды к Печерской церкви под видом истинно верующего пришел злоумышленник, арианин по имени Василий. Он притворялся, что собирается посетить святые места и поклониться мощам святых угодников Печерских. В церкви он попросил разрешения поклониться мощам святой Иулиании, то есть открыть раку с её мощами, его просьбу удовлетворили, и он припал к её руке. Но когда вышел из храма, вдруг закричал страшным диким голосом и упал мертвым. Когда осмотрели тело злодея, выяснилось, что он снял кольцо с пальца руки княжны, за что и был наказан. С тех пор православная церковь стала прославлять Иулианию.
У раки мощей святой Иулиании совершалось множество чудес и благодатных исцелений.
Однажды святая дева Иулиания явилась игумену Киевского Михайловского монастыря и сказала ему: «Я — Иулиания, мощи которой лежат в Печерской церкви. Ты же считаешь мои мощи ничем. Ради этого Господь посылает тебе знамение, чтобы ты понял, что я Господом Богом причтена к святым девам, угодившим Ему». С тех пор почитание святой Иулиании ещё более увеличилось.
Мощи Иулиании частично сгорели в 1718 во время пожара в Киево-Печерской Лавре. Остатки их были положены в раку и поставлены в Ближних пещерах Лавры.
Православная церковь так прославляет святую деву: «…Привожу к Тебе, Всещедрый, Іулианию, свечу, постоянно светлую, владеющую обилием елея; ея молитвами сохрани нас от всякого зла»…
Святая праведная дева Иулиания стала второй из святых жен Руси, удостоившихся быть погребенными в Лаврских пещерах. На иконах святая Иулиания изображается в соборе святых Отцов Киево-Печерской лавры. Является заступницей женщин вместе с другими святыми пред Пречистой Матерью Господа и вместе с Нею — пред Престолом Святой Троицы. Она же — заступница невинных дев.